# آرشام پارسی
آرشام پارسی کنشگر مدنی و از فعالان حقوق دگرباشان ایرانی است.

## زندگی‌نامه
آرشام پارسی یک همجنسگرای ایرانی و متولد شیراز می‌باشد، وی از فعالان حقوق دگرباشان ایرانی است که به صورت علنی از گرایش خود سخن می‌گوید و نیز برای تغییر فرهنگ و گسترش حقوق دگرباشان ایرانی تلاش می‌کند.
آرشام پارسی پس از تحصیل در دانشگاه یاسوج مشغول به تحصیل در رشته دامپزشکی شد اما پس از مدت زمان کوتاهی به دلیل مشکلات مالی ناچار به انصراف از تحصیل گردید. در سال ۲۰۰۱ با ایجاد یک گروه اینترنتی به نام رنگین کمان فعالیت‌های خود را برای جامعهٔ دگرباشان ایرانی آغاز کرد.
آرشام در نتیجهٔ فعالیت‌هایی که انجام می‌داد تحت پیگرد قرار گرفت و در اسفند ماه ۱۳۸۳ ایران را به سمت ترکیه ترک کرد و خود را به دفتر کمیساریای عالی سازمان ملل برای پناهندگان در آنکارا معرفی کرد. پس از سه ماه به عنوان پناهنده شناخته شد. دو ماه بعد پروندهٔ او را به سفارت کانادا ارجاع دادند و هشت ماه بعد در تورنتو کانادا مستقر شد و سازمان دگرباشان ایرانی (Iranian Railroad for Queer Refugees) را به ثبت رسانید.

## فعالیت‌ها
آرشام به عنوان یکی از شناخته‌ترین فعالان حقوق دگرباشان به‌شمار می‌رود. او علاوه بر تلاش برای گسترش حقوق دگرباشان بر روی مسئله پناهجویان دگرباش متمرکز شده‌است. او به صورت متداوم به ترکیه سفر می‌کند تا با پناهجویان و پناهندگان ایرانی ساکن ترکیه ملاقات کرده و گزارش وضعیت آنها را در ملاقات‌های خود با دفتر کمیسریای عالی پناهندگان سازمان ملل ارائه کند.
او در چندین فیلم مستند در رابطه با دگرباشان ایرانی شرکت کرده‌است که به عنوان نمونه یکی از آنها توسط تلویزیون سی‌بی‌سی کانادا و فیلم دیگر به وسیلهٔ پریز شارما ساخته شده‌است. او همچنین در شماری از سمینارها و کمیسیونهای حقوق بشری از جمله دومین نشست شورای جدید حقوق بشر سازمان ملل متحد در ژنو و کمیسیون حقوق دگرباشان جنسی در مونتریال به نمایندگی از سازمان و به عنوان مدافع حقوق دگرباشان جنسی ایرانی شرکت کرده‌است. او بنیان‌گذار چندین سازمان است و مدیریت سازمان دگرباشان ایرانی را به عهده دارد. این سازمان بیشتر به مسائل پناهندههای دگرباش ایرانی و نیازهای آنها در طول دورهٔ پناهندگیشان می‌پردازد. او همچنین مدیر مسئول ندا، نشریه دگرباشان ایرانی است.
در سال ۲۰۰۸ او در صفحه فیسبوکش اعلام کرد که موفق به دریافت گذرنامه کانادائی شده و شهروند کانادا محسوب می‌شود.

## آثار
- کتاب «تبعیدی برای عشق» (به انگلیسی: Exiled for Love) اولین کتاب آرشام پارسی است که با همراهی مارک کولبورن نوشته شده و در مارس ۲۰۱۵ منتشر شده‌است. این کتاب زندگینامهٔ آرشام است که از زمان تولدش تا چند روز اول زندگی اش در کانادا را در بر می‌گیرد.

## جایزه‌ها
- جایزه «تعالی در حقوق بشر» از طرف رژهٔ همجنسگرایان تورنتو در سال ۱۳۸۸ (۲۰۰۸ میلادی)
- جایزه «فلیپا د سئوزا» در سال ۱۳۸۸ (۲۰۰۸ میلادی)، اهدا شده به سازمان IRQO[۱]
- جایزه «پیشرو بین‌المللی» از طرف لوگو تی وی در نیویورک در سال ۱۳۹۴ (۲۰۱۵ میلادی)